# Toppers in concert 2011
Toppers in concert 2011 is de naam van de concerten op 27, 28 en 29 mei 2011 in de Amsterdam ArenA van De Toppers en de gelijknamige cd en dvd van de Toppers. Het album heeft de gouden status, de dvd behaalde platina.

## Toppers 2011
Sinds 2010 zijn De Toppers met zijn vieren. Ook dit jaar brachten Gerard Joling, Jeroen van der Boom, Gordon Heuckeroth en René Froger bekende hits ten gehore, zowel hun eigen hits, als andere. Zoals elk jaar, zijn er dit jaar ook weer gastartiesten. Onder andere Glennis Grace, Jan Smit en Los Angeles: The Voices zongen al een lied in de Amsterdam ArenA. Maar ook The Voice Of Holland-finalist Leonie Meijer en meidenpopgroep K3 zetten hun stappen op de bühne van de ArenA. Ook werd er gezocht naar een 5de Topper (gastartiest).  De winnaar mocht op de drie avonden van Toppers in concert 2011 een medley met De Toppers meezingen. Er werden vijf weken audities gedaan op www.5minuten.tv. Iedereen kon meedoen. Elke week werd de Week-winnaar uitgekozen door De Toppers zelf. De vijf finalisten moesten het tegen elkaar opnemen en uiteindelijk kozen De Toppers de winnaar. Die mocht een medley meezingen. Dus in de finale konden De Toppers geen 5de Topper kiezen, dus uiteindelijk mochten Judith Peters & Danny Nicolay meezingen als 5de en 6de Topper.
Zoals elk jaar hebben De Toppers een thema, en ook dit jaar weer. The Royal Party For King And Queens was het thema. Om aan dat thema te voldoen, was er ook een kledingvoorschrift. Koninklijk Wit En Goud. In de ArenA werden spandoeken opgehangen met het wapen van De Toppers, die speciaal voor de concerten werden ontworpen.
Als openingsnummer hadden De Toppers een speciaal liedje geschreven en opgenomen. Higher was enkel als een download op 5minuten.tv te downloaden en ditmaal niet als single in de winkel te koop. Het ging erom dat de bezoekers het liedje luidkeels mee konden zingen.
Ook deze concerten werden overschaduwd door het overlijden van de moeder van Heuckeroth. Tijdens de concerten bracht hij ene ode aan zijn moeder. 
Gordon Heuckeroth is er na de zevende editie van Toppers in concert uit de formatie gestapt. Dit doorat Heuckeroth zich compleet wilde richten op Los Angeles, The Voices.
Door een conflict met Rocket Beheer B.V. zijn beelden van het concert in beslag genomen. Dit komt door niet betaalde rekeningen bij het camera-bedrijf. Daardoor was de release van de dvd uitgesteld. De dvd werd 3 maanden later alsnog uitgegeven.

## Het beste van Toppers in concert 2011 - De partyhits
Het beste van Toppers in concert 2011 is een verzamel-cd die is uitgegeven door de winkelketen Blokker. Op dit schijfje staan alleen de partyhits van Toppers 2011. Deze cd wijkt af van de officiële versie van de cd; het is één schijfje.
Tracklist
- Dancing queen 2011
- Inhaken en meedeinen medley 2011
- Hits for kids medley
- Tropical hitsmix
- Foxtrot medley 2011
- Andre Hazes medley 2011
- Ode aan Jan Smit medley
- Grease medley
- Dolly Dots medley
- Polonaise medley

## Tracklist

### Cd

#### Cd 1
1. Ouverture higher 2011
2. Dancing queen remix 2011
3. Inhaken & meedeinen 2011
4. Elton John medley
5. Hits for kids medley
6. K3 medley K3
7. Los Angeles the Voices medley LATV
8. The voice of paradise medley Leonie Meijer
9. This is the moment
10. Gerard Joling hitmedley 2011
11. Tropical hitmix Danny Nicolay & Judith Peters
12. Rene & Jeroen hitmedley
13. Froxtrot medley 2011
14. Disco medley 2011

#### Cd 2
1. Viva las Elvis medley 2011
2. André Hazes medley 2011
3. Ode aan Jan Smit medley Jan Smit
4. Mijn laatste lied voor jou LATV
5. Beatles medley
6. Rock medley 2011
7. Grease medley Glennis Grace
8. Afscheid Glennis Grace
9. Piano pop medley 2011
10. Music
11. Dolly Dots medley
12. Polonaise medley
13. Over de top!

### Dvd

#### Dvd/deel 1
1. Ouverture higher 2011
2. Dancing queen remix 2011
3. Inhaken & meedeinenmedley 2011
4. Elton John medley
5. Hids for kids medley
6. K3 medley
7. LA The Voices medley
8. The voice of paradise medley
9. This is the moment
10. Gerard Joling hitmedley 2011
11. Tropical hitmix
12. Rene & Jeroen himedley
13. Foxtrot medley 2011
14. Disco medley 2011

Bonustrack
1. Altijd een feestmedley

#### Dvd/deel 2
1. Viva las Elvis medley 2011
2. André Hazes medley 2011
3. Ode aan Jan Smit medley
4. Mijn laatste lied voor jou
5. Beatles medley
6. Rock medley 2011
7. When the rain begins to fall
8. Grease medley
9. Afscheid
10. Piano pop medley 2011
11. Music
12. Dolly Dots medley
13. Polonaise medley
14. Over de top

## Concert

#### Deel 1
1. Ouverture Higher 2011:
A. Wilhelmus
B. Higher
2. Dancing Queen Remix 2011
3. Inhaken En Meedeinen 2011:
A. Een Nederlandse amerikaan
B. Vino, waar blijft die wijn
C. The second waltz
D. Kleine greetje uit de polder
E. Ben in parijs geweest
F. Hoor je het ruisen der golven
G. Tulpen uit amsterdam
4. Elton John Medley:
A. Sorry seems to be the hardest word
B. Nikita
C. Don't go breaking my heart
D. Can you feel the love tonight
E. I'm still standing
5. Hits For Kids Medley:
A. Op een onbewoond eiland
B. Ik heb zo waanzinnig gedroomd
C. Met z'n allen
6. K3 Medley: K3
A. MaMaSé!
B. Heyah Mama
C. Alle Kleuren
D. Oya Lélé
7. Los Angeles The Voices Medley: LA The Voices
A. Blijf veilig bij mij
B. Ware liefde
C. Jij geeft mij vleugels
8. The Voice Of Paradise: Jeroen van der Boom & Leonie Meijer
A. Werd de tijd maar terug gedraaid
B. Los van de grond
C. Paradise by the dashboardlight
9. This Is The Moment Rene Froger
10. Gerard Joling Hitmedley 2011: Gerard Joling
A. Laat me alleen
B. Ik hou d'r zo van
C. Maak me gek
11. Tropical Hitmix: De Toppers, Danny Nicolay & Judith Peters
A. Hooray, hooray, it's a holi-holiday
B. (You got to walk and) Don't look back
C. Sweat (A La La La La Song) 
D. Now that we found Love 
E. Gimme hope jo'anna
12. Rene & Jeroen Hitmedley: Rene Froger & Jeroen van der Boom
A. Calling out your name
B. Weer geloven
C. Crazy way about you
D. Een wereld
E. Are you ready for loving me
F. Jij bent zo
G. Jij keek naar mij
13. Foxtrot Medley 2011:
A. Foxy foxtrot
B. Daar bij de waterkant
C. Zeven brieven
D. Ome jan
14. Disco Medley 2011:
A. Rock the boat
B. Never knew love
C. If you could read my lips
D. Que sera mi vida

#### Pauze
Altijd Een Feestmedley: 
 Peter Beense & René Schuurmans
A. Bloed, zweet en tranen
B. De vrolijke koster
C. He ho coolio
D. (It looks like)I'll never fall in love again
E. Laat de zon in je hart
F. Hela ho
G. Handen in de lucht
H. Delilah
I. Als ik haar zie
J. Is het leven niet mooi

#### Deel 2
1. Viva Las Elvis Medley 2011:
A. A little less conversation
B. Blue suede shoes
C. Viva las vegas
2. André Hazes Medley 2011:
A. Zondag
B. Zeg maar niets meer
C. Mama
D. Wat is dan liefde
E. Jij bent alles
F. 'N vriend
3. Ode Aan Jan Smit Medley: De Toppers & Jan Smit
A. Als de morgen is gekomen
B. Als de nacht
C. Laura
D. Cupido
E. Vrienden voor het leven
F. Leef nu het kan
4. Mijn Laatste Lied Voor Jou LA The Voices
5. Beatles Medley:
A. All you need is love
B. With a little help from my friends
C. Yesterday
D. Let it be
E. Hey jude
6. Rock Medley 2011: Rene Froger & Jeroen van der Boom
A. (I can't get no) Satisfaction
B. Two princes
C. I was made for loving you
D. Smellslike teen spirit
E. Livin' on a prayer
7. When The Rain Begins To Fall Gordon Heuckeroth & Gerard Joling
8. Grease Medley: Rene Froger & Glennis Grace
A. You're the one that I want
B. Grease lightning
C. Summer nights
D. Hopelessly devoted
E. Grease
9. Afscheid Glennis Grace
10. Piano Pop Medley 2011: Jeroen van der Boom
A. Suzanne
B. Passie
C. Ik heb je lief
D. Nooduitgang
E. Ik wil je
11. Music Gerard Joling
12. Dolly Dots Medley:
A. Don't give up
B. Radio
C. Hela-di-ladi-lo
D. (Tell it all about) Boys
E. Love me just a little bit more
13. Polonaise Medley:
A. Het feest kan beginnen
B. Polonaise hollandaise
C. Mien, waar is mijn feestneus
D. Brabantse nachten zijn lang
E. Er staat een paard in de gang
F. Zak eens lekker door
G. 's Nachts na tweeën
14. Over De Top! 2011

## Hitnotering

### NederlandseAlbum Top 100
| Hitnotering: 10-09-2011 t/m 11-02-2012 | Hitnotering: 10-09-2011 t/m 11-02-2012 | Hitnotering: 10-09-2011 t/m 11-02-2012 | Hitnotering: 10-09-2011 t/m 11-02-2012 | Hitnotering: 10-09-2011 t/m 11-02-2012 | Hitnotering: 10-09-2011 t/m 11-02-2012 | Hitnotering: 10-09-2011 t/m 11-02-2012 | Hitnotering: 10-09-2011 t/m 11-02-2012 | Hitnotering: 10-09-2011 t/m 11-02-2012 | Hitnotering: 10-09-2011 t/m 11-02-2012 | Hitnotering: 10-09-2011 t/m 11-02-2012 | Hitnotering: 10-09-2011 t/m 11-02-2012 | Hitnotering: 10-09-2011 t/m 11-02-2012 | Hitnotering: 10-09-2011 t/m 11-02-2012 | Hitnotering: 10-09-2011 t/m 11-02-2012 | Hitnotering: 10-09-2011 t/m 11-02-2012 | Hitnotering: 10-09-2011 t/m 11-02-2012 | Hitnotering: 10-09-2011 t/m 11-02-2012 | Hitnotering: 10-09-2011 t/m 11-02-2012 | Hitnotering: 10-09-2011 t/m 11-02-2012 | Hitnotering: 10-09-2011 t/m 11-02-2012 | Hitnotering: 10-09-2011 t/m 11-02-2012 | Hitnotering: 10-09-2011 t/m 11-02-2012 | Hitnotering: 10-09-2011 t/m 11-02-2012 | Hitnotering: 10-09-2011 t/m 11-02-2012 |
| Week:                                  | 1                                      | 2                                      | 3                                      | 4                                      | 5                                      | 6                                      | 7                                      | 8                                      | 9                                      | 10                                     | 11                                     | 12                                     | 13                                     | 14                                     | 15                                     | 16                                     | 17                                     | 18                                     | 19                                     | 20                                     | 21                                     | 22                                     | 23                                     |                                        |
| -------------------------------------- | -------------------------------------- | -------------------------------------- | -------------------------------------- | -------------------------------------- | -------------------------------------- | -------------------------------------- | -------------------------------------- | -------------------------------------- | -------------------------------------- | -------------------------------------- | -------------------------------------- | -------------------------------------- | -------------------------------------- | -------------------------------------- | -------------------------------------- | -------------------------------------- | -------------------------------------- | -------------------------------------- | -------------------------------------- | -------------------------------------- | -------------------------------------- | -------------------------------------- | -------------------------------------- | -------------------------------------- |
| Positie:                               | 1                                      | 5                                      | 8                                      | 15                                     | 19                                     | 33                                     | 37                                     | 37                                     | 49                                     | 58                                     | 62                                     | 80                                     | 59                                     | 64                                     | 62                                     | 56                                     | 46                                     | 42                                     | 56                                     | 53                                     | 68                                     | 84                                     | 85                                     | uit                                    |

### Nederlandse DVD Top 30
| Hitnotering: 03-12-2011 t/m 12-05-2012 | Hitnotering: 03-12-2011 t/m 12-05-2012 | Hitnotering: 03-12-2011 t/m 12-05-2012 | Hitnotering: 03-12-2011 t/m 12-05-2012 | Hitnotering: 03-12-2011 t/m 12-05-2012 | Hitnotering: 03-12-2011 t/m 12-05-2012 | Hitnotering: 03-12-2011 t/m 12-05-2012 | Hitnotering: 03-12-2011 t/m 12-05-2012 | Hitnotering: 03-12-2011 t/m 12-05-2012 | Hitnotering: 03-12-2011 t/m 12-05-2012 | Hitnotering: 03-12-2011 t/m 12-05-2012 | Hitnotering: 03-12-2011 t/m 12-05-2012 | Hitnotering: 03-12-2011 t/m 12-05-2012 | Hitnotering: 03-12-2011 t/m 12-05-2012 | Hitnotering: 03-12-2011 t/m 12-05-2012 | Hitnotering: 03-12-2011 t/m 12-05-2012 | Hitnotering: 03-12-2011 t/m 12-05-2012 | Hitnotering: 03-12-2011 t/m 12-05-2012 | Hitnotering: 03-12-2011 t/m 12-05-2012 | Hitnotering: 03-12-2011 t/m 12-05-2012 | Hitnotering: 03-12-2011 t/m 12-05-2012 | Hitnotering: 03-12-2011 t/m 12-05-2012 | Hitnotering: 03-12-2011 t/m 12-05-2012 | Hitnotering: 03-12-2011 t/m 12-05-2012 | Hitnotering: 03-12-2011 t/m 12-05-2012 | Hitnotering: 03-12-2011 t/m 12-05-2012 |
| Week:                                  | 1                                      | 2                                      | 3                                      | 4                                      | 5                                      | 6                                      | 7                                      | 8                                      | 9                                      | 10                                     | 11                                     | 12                                     | 13                                     | 14                                     | 15                                     | 16                                     | 17                                     | 18                                     | 19                                     | 20                                     | 21                                     | 22                                     | 23                                     | 24                                     |                                        |
| -------------------------------------- | -------------------------------------- | -------------------------------------- | -------------------------------------- | -------------------------------------- | -------------------------------------- | -------------------------------------- | -------------------------------------- | -------------------------------------- | -------------------------------------- | -------------------------------------- | -------------------------------------- | -------------------------------------- | -------------------------------------- | -------------------------------------- | -------------------------------------- | -------------------------------------- | -------------------------------------- | -------------------------------------- | -------------------------------------- | -------------------------------------- | -------------------------------------- | -------------------------------------- | -------------------------------------- | -------------------------------------- | -------------------------------------- |
| Positie:                               | 1                                      | 1                                      | 1                                      | 1                                      | 1                                      | 1                                      | 1                                      | 1                                      | 1                                      | 1                                      | 2                                      | 1                                      | 2                                      | 3                                      | 3                                      | 3                                      | 5                                      | 8                                      | 7                                      | 7                                      | 8                                      | 12                                     | 10                                     | 10                                     | uit                                    |